# Ugolino e Vadino Vivaldi
I fratelli Ugolino (1260 circa) e 
Vadino (o Guido) Vivaldi (1260 circa) furono due navigatori genovesi del XIII secolo.

## Biografia
Figli di Amighetto e Giovannina, Ugolino e Vadino Vivaldi nacquero a Genova dopo la metà del Duecento. La loro data di nascita può essere dedotta dall'atto con il quale ricevettero dal padre 882 lire in accomendacione. L'atto è datato 5 settembre 1284. Dal momento che la maggiore età veniva conseguita a 25 anni e che l'emancipazione poteva essere concessa anche prima di tale data, se ne deduce che i due fratelli dovevano essere nati intorno al 1260.

### La spedizione
Nel 1291 le vie terrestri utilizzate dagli europei nel Levante per il commercio delle spezie furono sbarrate dagli islamici, che si impossessarono del Regno di Gerusalemme. Per questo, diversi mercanti e patrizi italiani avvertirono l'esigenza di cercare vie marittime per i collegamenti con l'Asia centrale ed orientale. A Genova, sede di una fiorente repubblica marinara, Tedisio Doria finanziò una spedizione che doveva raggiungere per mare Oceanum ad partes Indiae («l'India attraverso il mare Oceano»), ovvero arrivare in Asia circumnavigando l'Africa, impresa che nessuno prima di allora aveva mai tentato.
Nel maggio dello stesso anno 1291 i fratelli Ugolino e Vadino Vivaldi salparono da Genova con due navi da carico (galee) con a bordo 150 marinai ciascuna; la spedizione era accompagnata anche da due frati francescani (i Francescani avevano imparato a conoscere e a dialogare fin dall'inizio del secolo con i khan mongoli). Le due navi fecero tappa nei porti di Barcellona, Valencia, Almeria, oltrepassarono lo stretto di Gibilterra e iniziarono quindi la discesa lungo le coste africane. Dopo aver costeggiato la costa fino al Capo Juby (di fronte all'isola di Fuerteventura), si allontanarono dalla costa per raggiungere le Isole Canarie (già scoperte qualche anno prima dai Genovesi). Poi fecero prua verso sud, ma di loro si persero le tracce. 
Furono formulate diverse ipotesi sulla sorte dei navigatori. Le galee, a remi e con scafo basso e sottile, non erano navi adatte per la navigazione sull'oceano; inoltre non era ancora utilizzata la bussola e la navigazione poteva solo avvenire lungo la costa, con frequenti approdi (bordeggiando). Nello stesso anno 1291 Tedisio Doria finanziò una spedizione commerciale diretta ad partes Syriae, cioè nell'Oriente bizantino. A questo scopo allestì due navi:
l'Allegranza e la Sant'Antonio. A lungo si è creduto che Allegranza e Sant'Antonio fossero i nomi delle imbarcazioni sulle quali salparono i fratelli Vivaldi, che a tutt'oggi rimangono sconosciuti.

Il primo navigatore a raggiungere per mare Oceanum ad partes Indiae fu il portoghese Vasco da Gama (1497-1499) sulla rotta aperta dal connazionale Bartolomeo Diaz nel 1488.

### La ricerca dei dispersi
Nel 1312 Genova inviò Lanzerotto Malocello alle Isole Canarie. Secondo diversi autori, tra cui Alfonso Licata, scopo del viaggio sarebbe stata la ricerca di eventuali superstiti della spedizione.
Un figlio di Ugolino, Sorleo Vivaldi, nato nel 1284, organizzò e condusse un'infruttuosa spedizione sulle tracce del padre e dello zio. Il viaggio si svolse, presumibilmente, tra il 1320 e il 1325. Immaginando che il padre avesse attraversato l'Africa meridionale da ovest ad est (all'epoca si riteneva che esistesse, all'equatore, un fiume che attraversasse tutto il continente per la sua larghezza) si recò nel Corno d'Africa. Giunse fino a Magdasor, identificata oggi con Mogadiscio. La sua ricerca fu bloccata dal re locale, che gli proibì di proseguire oltre per motivi di sicurezza.
Nel 1455 Antoniotto Usodimare, un navigatore genovese, narrò in una lettera di aver incontrato in Africa, nei pressi del fiume Gambia (Senegal), un giovane "della nostra stirpe", che capiva e parlava il genovese e diceva di discendere dai superstiti di quella spedizione.
A metà del XX secolo Franco Prosperi, durante uno dei suoi viaggi africani, trovò e fotografò una roccia su cui era incisa la scritta "V V AD 1294" (AD sta per Anno Domini, anno del Signore) nelle piane dello Zambesi, al confine con lo Zimbabwe, oggi sommersa da una diga.

### La spedizione nelle fonti dell'epoca
La fonte principale del viaggio transoceanico dei fratelli Vivaldi è Jacopo Doria, zio del principale finanziatore dell'impresa, Tedisio. Nei suoi Annales Ianuenses ("Annali genovesi") riportò quanto segue: 
(Traduzione dal latino)
Pietro D'Abano nel suo Conciliator Differentiarum (Diss. 67) scrive: «Parum ante ista tempora Januenses duas paravere omnibus necessariis munitas galeas, qui per Gades Herculis in fine Hispaniae situatas transiere. Quid autem illis contigerit, jam spatio fere trigesimo ignoratur anno. Transitus tamen nunc patens est per magnos Tartaros eundo versus aquilonem, deinde se in orientem et meridiem congirando».
Un frate castigliano, autore anonimo del Libro del Conosçimiento de todos los rregnos, riferisce che l'equipaggio di una delle due galee dei Vivaldi, naufragata nei pressi di Amenuam, sarebbe stato portato a Graciona (Axum nell'odierna Etiopia), mentre dell'altra galea, che aveva proseguito il viaggio, si sarebbero perse le tracce. Scrisse in prima persona:
( I navigatori Genovesi alla ricerca del favoloso regno del Prete Gianni, su TuttoStoria. URL consultato il 16 aprile 2022.)
Un frate domenicano milanese, Galvano Fiamma, fu il compilatore di una Cronica Generalis sive universalis scritta verso il 1340 e rimasta incompiuta. Un passo contiene una notizia relativa alla spedizione che sembra corrispondere perfettamente a quella dei fratelli Vivaldi. Fiamma ricostruisce, nella Ystoria Ethiopiae, la prima ambasceria dell'imperatore d'Etiopia in Europa. E aggiunge:
(Traduzione dal latino)
Secondo ricostruzioni fantasiose i due fratelli Vivaldi avrebbero effettivamente circumnavigato l'Africa e sarebbero giunti in Etiopia, dove sarebbero stati catturati dal leggendario re cristiano Prete Gianni, figura da associare al re d'Etiopia, paese dove si era da poco instaurata la dinastia salomonica.

### La spedizione nella letteratura
All'inizio del XIV secolo, quindi non molti anni dopo la sfortunata impresa, Dante Alighieri era forse a conoscenza del fallimento della spedizione quando scrisse, nel XXVI canto dell'Inferno, la storia del viaggio di Ulisse oltre le Colonne d'Ercole.